# Hans van Breukelen
Johannes Franciscus "Hans" van Breukelen (født 4. oktober 1956 i Utrecht, Holland) er en tidligere professionel fodboldspiller fra Holland, der spillede som målmand hos FC Utrecht og PSV Eindhoven i Æresdivisionen, samt for Nottingham Forest i den engelske Premier League. Hans aktive karriere strakte sig i 18 år, og hans mest succesfulde periode var hans ti sæsoner hos PSV Eindhoven.
Van Breukelen vandt med PSV Eindhoven hele seks hollandske mesterskaber, tre pokaltitler, og som kronen på værket Europa cuppen for mesterhold i 1988.

## Landshold
Van Breukelen nåede gennem en landsholdskarriere på 13 år at spille hele 73 kampe for Hollands landshold, som han debuterede for den 11. oktober 1980 i et opgør mod Tyskland. Inden da havde han allerede været med til EM i 1980 som reserve. Han var efterfølgende med til at blive europamester ved EM i 1988, og deltog også ved VM i 1990 og EM i 1992.
Van Breukelen er i Danmark måske bedst husket for sin 73. og sidste landskamp, nemlig EM-semifinalen i 1992 mod det danske landshold. Da kampen efter et 2-2 resultat skulle ud i straffesparkskonkurrence lykkedes det, trods psykiske tricks mod de danske skytter, ikke van Breukelen at redde nogen af de fem danske forsøg, selvom flere af disse var af tvivlsom kvalitet. Danmark vandt i sidste ende straffesparkskonkurrencen med 5-4 og Van Breukelens karriere sluttede dermed ikke med et titelforsvar af 1988-titlen.

## Titler
Æresdivisionen
- 1986, 1987, 1988, 1989, 1991 og 1992 med PSV Eindhoven

Hollands pokalturnering
- 1988, 1989 og 1990 med PSV Eindhoven

EM
- 1988 med Holland